# Lijst van schepen van de United States Navy tijdens de Tweede Wereldoorlog
Dit is een lijst met Amerikaanse oorlogsschepen tijdens de Tweede Wereldoorlog. Deze lijst bevat Amerikaanse oorlogsschepen met een tonnage van boven de 1000 ton.

## Slagschepen
- South Dakota-klasse
  - USS Alabama
  - USS Indiana
  - USS Massachusetts
  - USS South Dakota
- Pennsylvania-klasse
  - USS Arizona
  - USS Pennsylvania
- Wyoming-klasse
  - USS Arkansas
- Tennessee-klasse
  - USS California
  - USS Tennessee
- Iowa-klasse
  - USS Iowa
  - USS Missouri
  - USS New Jersey
  - USS Wisconsin
- Colorado-klasse
  - USS Maryland
  - USS West Virginia
- New Mexico-klasse
  - USS Mississippi
  - USS New Mexico
- Nevada-klasse
  - USS Nevada
  - USS Oklahoma
- New York-klasse
  - USS New York
  - USS Texas
- North Carolina-klasse
  - USS North Carolina
  - USS Washington
- Florida-klasse
  - USS Utah

## Kruisers

### Lichte kruisers
- Brooklyn-klasse
  - USS Brooklyn
- Cleveland-klasse
  - USS Cleveland
- Atlanta-klasse
  - USS Juneau
- Omaha-klasse
  - USS Milwaukee
  - USS Omaha

### Middelzware kruisers
- Alaska-klasse
  - USS Alaska
  - USS Guam

### Zware kruisers
- New Orleans-klasse
  - USS Astoria
  - USS Minneapolis
  - USS New Orleans
  - USS Quincy
  - USS Tuscaloosa
  - USS Vincennes
- Portland-klasse
  - USS Indianapolis
- Northampton-klasse
  - USS Northampton
- Baltimore-klasse
  - USS Quincy
  - USS Baltimore
- San Giorgio-klasse
  - USS San Giorgio

## Torpedobootjagers
- Clemson-klasse
  - USS Alden
  - USS Clemson
  - USS Dahlgren
  - USS Goldsborough
  - USS Semmes
- Wickes-klasse
  - USS Breese
  - USS Colhoun
  - USS Gamble
  - USS Lamberton
  - USS McKean
  - USS Ramsay
  - USS Tattnall
- Fletcher-klasse
  - USS Fletcher
  - USS Johnston
  - USS Knapp
  - USS Melvin
  - USS Taylor
  - USS Wiley
- Edsall-klasse
  - USS Frederick C. Davis
- Town-klasse
  - USS Richmond
- Bristol-klasse
  - USS Satterlee
- Buckley-klasse
  - USS Underhill

## Vliegdekschepen
- USS Langley CV-1
- USS Ranger
- USS Wasp
- Ticonderoga-klasse
  - USS Antietam
  - USS Boxer
  - USS Hancock
  - USS Lake Champlain
  - USS Ticonderoga
- Bogue-klasse
  - USS Barnes
  - USS Block Island
  - USS Bogue
- Independence-klasse
  - USS Bataan
  - USS Belleau Wood
  - USS Cabot
  - USS Cowpens
  - USS Independence
  - USS Langley CVL-27
  - USS Monterey
  - USS Princeton
- Essex-klasse
  - USS Bennington
  - USS Bon Homme Richard
  - USS Bunker Hill :  USS Bunker Hill (vliegdekschip) en USS Bunker Hill (geleidewapen kruiser)
  - USS Essex
  - USS Franklin
  - USS Hornet (CV-12)
  - USS Intrepid
  - USS Lexington (CV-16)
  - USS Randolph
  - USS Shangri-La
  - USS Wasp (CV-18)
  - USS Yorktown (CV-10)
- Casablanca-klasse
  - USS Casablanca
  - USS Gambier Bay
- Commencement Bay
  - USS Commencement Bay
- Yorktown-klasse
  - USS Enterprise
  - USS Hornet (CV-8)
  - USS Yorktown (CV-5)
- Lexington-klasse
  - USS Lexington (CV-2)
  - USS Saratoga
- Long Island-klasse
  - USS Long Island : USS Long Island (havenpatrouilleboot) en USS Long Island (escorte vliegdekschip)

## Onderzeeboten
- Gato-klasse
  - USS Cavalla
  - USS Drum
  - USS Gato
  - USS Harder
  - USS Wahoo
  - USS Barb

## Commandoschepen
- Mount McKinley-klasse
  - USS El Dorado